# 飛べないブルー・バード
飛べないブルー・バードは1988年5月21日に発売された小比類巻かほる9枚目のシングル。 

## 収録曲
- 全て作詞：小比類巻かほる - 作曲：大内義昭 - 編曲：川口淳一

1. 飛べないブルー・バード
2. Little Sister

| スタブアイコン | サブスタブ | この項目は、まだ閲覧者の調べものの参照としては役立たない、シングルに関連した書きかけの項目です。この項目を加筆・訂正などしてくださる協力者を求めています（P:音楽/PJ:楽曲）。 |